# Sebastian Sebulonsen
Sebastian Sebulonsen, né le 27 janvier 2000 à Stavanger en Norvège, est un footballeur norvégien, qui évolue au poste d'arrière droit au FC Cologne.

## Biographie

### En club
Sebastian Sebulonsen commence sa carrière au Sola FK (en), où il évolue dans les divisions inférieures du championnat norvégien.
Le 11 décembre 2019 est annoncé le transfert de Sebastian Sebulonsen au Viking Stavanger pour la saison suivante. Il joue son premier match pour le Viking Stavanger le 21 juin 2020 face au SK Brann, pour son premier match dans l'élite du football norvégien. Il entre en jeu et son équipe s'incline (3-0 score final).
Le 12 mai 2021 il est prêté au Mjøndalen IF. Durant son prêt il se fait notamment remarquer en délivrant une passe décisive le 27 mai 2021 contre le club qui le prête au Mjøndalen IF, le Viking Stavanger. Son équipe s'incline toutefois par deux buts à un ce jour-là. Le 9 juin 2021 il est rappelé de son prêt par le Viking Stavanger,.
Le 14 juillet 2022, Sebastian Sebulonsen est recruté par le Brøndby IF. L'arrière droit norvégien quitte le Viking Stavanger et signe un contrat courant jusqu'en juin 2026 avec le club danois.
Il joue son premier match pour Brøndby le 17 juillet 2022, lors de la première journée de la saison 2022-2023 de Superligaen face à l'AGF Aarhus. Il est titularisé et son équipe s'impose par un but à zéro.

### En sélection
Le 3 septembre 2021, il joue son premier match avec l'équipe de Norvège espoirs, lors d'une rencontre face à l'Autriche. Il est titulaire et se fait remarquer en délivrant une passe décisive pour Erik Botheim, participant ainsi à la victoire de son équipe par trois buts à un. Il inscrit son premier but avec les espoirs lors de sa troisième apparition, le 8 octobre 2021 contre la Croatie. Il est titularisé et son équipe s'incline par trois buts à deux ce jour-là.
Il est retenu avec les espoirs pour participer au championnat d'Europe espoirs en 2023.